# Авидзба, Анатолий Мканович
Анато́лий Мка́нович Авидзба (укр. Анатолій Мканович Авідзба; род. 10 февраля 1951, Куланурхва, Абхазская АССР) — украинский и российский учёный в области виноделия. Академик РАН (2016) и Национальной академии аграрных наук Украины (2007, чл.-корр. с 1999). Доктор сельскохозяйственных наук (2000), профессор. Заслуженный работник сельского хозяйства Украины (2001), заслуженный работник агропромышленного комплекса Автономной Республики Крым (2000).

## Биография
Родился в селе Куланурхва, Гудаутский район, Абхазская АССР. В 1970 году закончил Крымский техникум и получил специальность механик. В 1975 году закончил Крымский сельскохозяйственный институт и получил специальность плодоовощеводства и виноградарства.
С 1976 года работал агрономом. С 1982 года по 1987 год — заместитель директора предгорного опытного хозяйства Института винограда и вина «Магарач». С 1987 года по 1994 год директор совхоза.
В 1994 году — первый заместитель председателя Госкомитета по защите прав потребителя правительства Крыма. С 1995 года — министр сельского хозяйства и продовольствия Автономной Республики Крым. С 1998 года по 2010 год — директор Института винограда и вина «Магарач» Украинской академии аграрных наук.
С 1993 года — кандидат экономических наук, с 2000 года — доктор сельскохозяйственных наук. С 2007 года — академик Национальной академии аграрных наук Украины (в 2017 году членство приостановленно). Вице-президент Международной академии виноградарства и виноделия, академик Крымской академии наук (2000), почетный член Академии наук Абхазии (2001), иностранный член Российской академии сельскохозяйственных наук (2007).
Депутат Верховного Совета Автономной Республики Крым IV созыва, V созыва и VI созыва. Весной 2014 года  голосовал за постановления парламента, способствовавшие аннексии полуострова Россией. В феврале 2022 года Днепровский районный суд Киева заочно приговорил Авидзбу к 10 годам лишения свободы за государственную измену.
В 2014—2017 годах директор Всероссийского национального научно-исследовательский института виноградарства и виноделия «Магарач» РАН. 
Участвовал в выборах в Государственный совет Республики Крым (2014) и в Государственную думу (2016) от партии КПРФ, но избран не был.
В мае 2017 года задержан сотрудниками МВД России по подозрению в получении взятки в размере 40 тысяч долларов. В 2019 году дело было передано в Ялтинский городской суд, который 17 мая 2019 года осудил Авидзбу на 8 лет строгого режима. Он был арестован в зале суда.
В мае 2022 года избран президентом Союза виноградарей и виноделов Абхазии.
Женат. Есть сын Игорь (род. 1979).

## Основные работы
- Экономическое стимулирование внутрихозяйственной агропромышленной интеграции при переходе к рынку // ЭУ. — 1999. — № 6 (в соавт.);
- Реализация рыночных принципов хозяйствования — основной путь возрождения виноградо-винодельческого комплекса Украины // Виноградарство и виноделие: Сб. науч. тр. — 1999. Т. 30 (в соавт.);
- Экономические и агротехнические пути выхода виноградарства предгорной зоны Крыма из кризиса. — Ялта, 1999;
- Влияние биотических и абиотических факторов на рост и развитие винограда. — Симферополь, 2000 (в соавт. с М. В. Мелконян и Л. А. Чекмаревым);
- Экономика виноградарства Крыма: теория и практика функционирования. — Ялта: Адонис, 2003. — 248 с. (в соавт. с С. Г. Черемисиной и др.);
- Ампелоэкологическое моделирование как прием решения агроэкономических задач виноградарства: метод. рекомендации. — Ялта, 2006. — 72 с. (в соавт. с В. И. Иванченко и др.);
- Селекционные сорта винограда НИВиВ «Магарач» — национальное достояние Украины. — Ялта, 2008. — 32 с. (в соавт. с В. И. Иванченко и др.);
- «Магарач» и развитие виноградарства и виноделия в Украине. — Киев: Аграр. наука, 2011. — 480 с.
- Прoграмма развития виноградарства и виноделия Республики Крым до 2025 года: (проект). — Симферополь, 2015. — 58 с. (в соавт. с М. Н. Борисенко и др.);
- Научное обеспечение виноградарства и виноделия Республики Крым // Вестн. рос. с.-х. науки. — 2016. — № 1. — С. 42—46.

## Награды
- Орден Дружбы народов (1991)
- Почетная грамота Совета Министров АР Крым (2000)
- Почетная грамота Верховной Рады АР Крым (2001)
- Почетная грамота Кабинета Министров Украины (2003)
- Орден «За заслуги» III степени (2004)
- Орден «Честь и слава» II степени (2021)[13]